# Pietro Toesca
Giovanni Pietro Toesca fue un historiador italiano nacido en Pietra Ligure el 12 de julio de 1877 y fallecido en Roma el 9 de marzo de 1962. 

## Biografía
Toesca es recordado entre los medievalistas más importantes del siglo XX. Su libro La pintura y la miniatura en Lombardía, hasta mediados del quatrrocento reconstruye por primera vez la pintura figurativa de Lombardía de la Edad Media, mediante la definición de su importancia con respecto a Europa. Estudiante de Roma bajo Adolfo Venturi, Toesca empezó su carrera como profesor en la Academia Científica y Literaria de Milán en 1905. En 1907 fue elegido para la recién creada cátedra de Historia del Arte de la Universidad de Turín. 
En 1914 se trasladó a Florencia, y en 1926 a Roma, donde terminó su experiencia en la enseñanza universitaria en 1948. 
Entre sus más importantes discípulos están Roberto Longhi y Ernst Kitzinger. Toesca fue director de la sección de Historia de la Edad Media y miembro de la Enciclopedia italiana moderna de 1929 a 1937, y miembro nacional de la Accademia dei Lincei, en 1946.

## Obra
- La pittura e la miniatura nella Lombardia fino alla metà del quattrocento (1912);
- Storia dell'arte italiana, I, Il Medioevo (1913-27);
- La pittura fiorentina del Trecento (1923);
- Monumenti e studi per la storia della miniatura italiana, I (1929);
- Storia dell’arte italiana, II, Il trecento (1951)